# مایکل مک‌کویت
مایکل مک‌کیویت (Michael McKevitt)‏ (۴ سپتامبر ۱۹۴۹ – ۲ ژانویه ۲۰۲۱)، یک جمهوری‌خواه و رهبر شبه‌نظامی اهل ایرلند بود. او مسئول عمومی تدارکات در ارتش موقت جمهوری‌خواه ایرلند بود. در اعتراض به شرکت ارتش موقت جمهوری‌خواه ایرلند در فرایند صلح ایرلند شمالی، وی ارتش واقعی جمهوری‌خواه ایرلند را تشکیل داد. نقش او در ارتش واقعی جمهوری‌خواه ایرلند باعث شد تا او به اتهام هدایت تروریسم و عهده داشتن رهبری یک سازمان شبه‌نظامی مجرم شناخته شود.

## پس‌زمینه

### ارتش موقت جمهوری‌خواه ایرلند
مک‌کیویت متولد شهرستان لوث بود. او در جریان اوج درگیری‌ها به ارتش موقت جمهوری‌خواه ایرلند ملحق شد. در فوریه ۱۹۷۵، افراد منتسب به ارتش رسمی جمهوری‌خواه ایرلند در جریان خصومتی میان این دو سازمان، به زانوی وی شلیک نمودند. وی برای مدت طولانی عضو ارشد ارتش موقت جمهوری‌خواه ایرلند بود و به عنوان مسئول عمومی تدارکات این سازمان که مسئولیت نظارت از مخفی گاه‌های تسلیحات را نیز بر عهده داشت، خدمت نمود. او در اعتراض به اعلام آتش‌بس و شرکت این جنبش از طریق حزب شین فین در فرایند صلح ایرلند شمالی که منتج به عقد تفاهم‌نامه جمعه خوب در ۱۹۹۸ میلادی گردید، سازمان را ترک کرد.

### ارتش واقعی جمهوری‌خواه ایرلند
مک‌کیویت یک شاخه منتقد از ارتش موقت جمهوری‌خواه ایرلند را به‌نام ارتش واقعی جمهوری‌خواه ایرلند، با استفاده از تسلیحات ضبط شده ارتش جمهوری‌خواه ایرلند، تأسیس کرد.
مک‌کیویت پس از بروز نارضایتی میان گروهی از زندانیان ارتش واقعی جمهوری‌خواه ایرلند در زندان پورتلیشه و رهبری بیرونی، از این ارتش اخراج گردید. زندانیان بیانیه‌ای صادر نموده و جداً خواهان کناره‌گیری رهبری شدند، آن‌ها ادعا نمودند که یک عنصر جنایت‌کار رهبری را در دست گرفته‌است. مک‌کیویت و حامیان وی پس از اخراج از ارتش، گروهی دیگری را به‌نام مجمع جدید جمهوری‌خواه ایجاد نمودند.

#### بمب‌گذاری اوماگ
در ژوئن ۲۰۰۹، پرونده‌ای در یک دادگاه مدنی توسط بستگان قربانیان بمب‌گذاری ۱۹۹۸ باز شد و قاضی این دادگاه، مک‌کویت را مسئول این بمب‌گذاری شناخت. روزنامه تلگراف در آوریل ۲۰۱۴ گزارش داد که مک‌کیویت و لیام کمپ‌بیل در اعتراض به حکم دادگاه مدنی در دادگاه حقوق بشر اروپا فرجام خواهی می‌کنند، چون آن‌ها مدعی هستند که ناتوانی در بازپرسی از شهادت منبع FBI به‌نام دیوید روپرت، نقض حق آن‌ها نسبت به داشتن دادگاه عادلانه است.

## دستگیری‌ها، محکومیت‌ها و استیناف‌ها
مک‌کیویت از جانب دادگاه کیفری ویژه جمهوری ایرلند بدون حضور هیئت منصفه در ۶ اوت ۲۰۰۳ به اتهام دو جرم، گناه‌کار شناخته شد: «عضویت در یک سازمان غیرقانونی» (ارتش واقعی جمهوری‌خواه ایرلند) و «رهبری تروریسم» در ۲۹ اوت ۱۹۹۹ و ۲۳ اکتبر ۲۰۰۰.‏ در ۷ اوت ۲۰۰۳، او به بیست سال حبس محکوم شد. آقای دادور ریچارد جانسون در مورد مک-کویت گفت، «فرد متهم در سازمانی که مدیریت می‌کرد نقش رهبری را ایفا نموده و دیگران را ترغیب به ملحق شدن به آن می-نمود». با در نظر داشت تمامی کاهش‌ها و بخشش‌های ممکنه، زودترین زمانی که او می‌تواند آزاد گردد سال ۲۰۱۶ بود. تصمیم دادگاه به‌طور گسترده مبتنی بر شهادت یک خبررسان آمریکایی از اداره تحقیقات فدرال (FBI) به‌نام دیوید روپرت بود. طبق اطلاعات افشا شده در جریان محکمه وی، یکی از برنامه‌های وی تلاش برای ترور نخست‌وزیر وقت انگلیس، تونی بلیر بود.
مک‌کیویت بر علیه محکومیت خود در دادگاه کیفری استیناف، فرجام خواهی نموده و استدلال نمود که شهادت روپرت نامعتبر است، چون برای نقشی که به عنوان خبر رسان داشت یک مقدار هنگفت پول (مجموعاً ۷۵۰٬۰۰۰ یورو از FBI و MI5) به وی پرداخت گردیده و همچنین این‌که روپرت دارای سابقه جرمی طولانی بود. در دسامبر ۲۰۰۵، دادگاه استیناف استدلال‌های وی را رد نموده و بیان داشت که روپرت یک شاهد معتبر است. هر دو محکومیت مک‌کیویت حفظ گردید. در ژوئیه ۲۰۰۶، به مک‌کیویت مرخصی داده شد تا در دادگاه عالی فرجام خواهی نماید. این فرجام خواهی نیز در ۳۰ ژوئیه ۲۰۰۸ رد گردید.
در فوریه ۲۰۱۴، دادگاه کیفری استیناف دادخواستی را از مک‌کیویت دریافت کرد و مک‌کویت استدلال نموده بود که باید یک فرجام خواهی جدید دریافت نماید، چون دادگاه عالی در ۲۰۱۲ میلادی به پلیس ایرلند (گاردا) بدون ارتباط، دستوری داده بود تا خانه مظنون را به‌طور غیرقانونی بازرسی نمایند. در ۲۰ می ۲۰۱۴، دادگاه کیفری استیناف دادخواست مک‌کیویت را مبنی برداشتن یک فرجام خواهی جدید در دادگاه عالی، رد کرد.
در اوت ۲۰۱۴، مک‌کیویت یک دادخواست رهایی از زندان را بر این مبنی ارایه نمود که طبق حکم ۵9 (2) مقررات زندان، با در نظر داشت این‌که او در زندان رویه خوب داشته‌است، اما یک سوم مدت حبس خوی از جانب مقامات زندان مورد بخشش قرار نگرفته‌است، چون جرم وی تحت قانون جرائم خیانت به دولت قرار می‌گیرد. در ۱ سپتامبر ۲۰۱۴، مک‌کیویت فرجام خواهی خود را واپس گرفته و از زندان آزاد گردید تا برای یک چالش جدید بر مبنای بررسی قضایی آمادگی بگیرد. در ۹ دسامبر ۲۰۱۴، این چالش وی نیز توسط دادگاه عالی دوبلین به زمین کوبیده شد.

## آزادی از زندان
مک‌کیویت در مارس ۲۰۱۵ به‌طور موقتی از زندان آزاد گردید تا سرطان کلیه خود را معالجه نماید. متعاقب آن، مک‌کیویت تحت جراحی قرار گرفت تا در ماه می همان سال، کلیه‌اش که مبتلا به سرطان بود را بردارد.
در یکشنبه عید پاک ۲۰۱۶، مک‌کیویت پس از تکمیلی دوره حبس خود به‌طور رسمی از زندان آزاد گردید.

## زندگی شخصی
مک‌کیویت با برنادیت ساندس مک‌کیویت ازدواج کرده بود، خانم وی خواهر یکی از اعتصاب غذا کنندگان ۱۹۸۱ ارتش موقت جمهوری‌خواه ایرلند و نماینده پارلمان به‌نام بابی سندز بود، کسی که در جریان اعتصاب غذا جان خود را از دست داد. ساندس مک‌کیویت عضو برجسته جنبش استقلال ۳۲ شهرستان بوده و طبق گزارش‌های رسانه‌ها، او سومین افسر بلند رتبه در ارتش واقعی جمهوری‌خواه ایرلند بود. او پس از زندانی شدن شوهرش، جنبش استقلال ۳۲ شهرستان را ترک کرد.
مایکل مک‌کویت به عمر ۷۱ سالگی و پس از مبارزه با سرطان، در ۲ ژانویه ۲۰۲۱ درگذشت.